# Joseph Galea-Curmi

Wappen von Joseph Galea-Curmi.

Joseph Galea-Curmi (* 1. Januar 1964 in Balzan, Malta) ist ein maltesischer Geistlicher und römisch-katholischer Weihbischof in Malta.

## Leben
Joseph Galea-Curmi trat nach dem Abschluss der Oberschule in das Priesterseminar ein und studierte an der Universität Malta, wo er das Lizenziat in katholischer Theologie erwarb. Am 5. Juli 1991 empfing er das Sakrament der Priesterweihe für das Erzbistum Malta.
Nach der Priesterweihe war er für die Arbeiterseelsorge des Erzbistums verantwortlich. Von 1993 bis 1998 studierte er an der Lateranuniversität in Rom, wo er zum Dr. theol. promoviert wurde. Von 1998 bis 2014 war er in verantwortlichen Positionen für die Seelsorge im Erzbistum tätig. Von 1999 bis 2003 war er Koordinator der Diözesansynode des Erzbistums. Seit 1999 war er zudem in der Pfarrseelsorge in seinem Heimatort und als Dozent für Pastoraltheologie an der theologischen Fakultät der Universität Malta tätig. 2015 wurde er zum Domkapitular sowie zum Generalvikar des Erzbistums Malta ernannt.
Am 23. Juni 2018 ernannte ihn Papst Franziskus zum Titularbischof von Cebarades und zum Weihbischof in Malta. Der Erzbischof von Malta, Charles Scicluna, spendete ihm am 4. August desselben Jahres die Bischofsweihe. Mitkonsekratoren waren dessen Amtsvorgänger Paul Cremona OP und der Bischof von Gozo, Mario Grech.